# تینک‌پد
تینک‌پد یک خط تولیدی لپ‌تاپ و تبلت زیر نظر شرکت لنوو است. این سری از لپ‌تاپ ابتدا توسط شرکت آی‌بی‌ام طراحی، تولید و فروخته می‌شده؛ تا این که در سال ۲۰۰۵ شرکت آی‌بی‌ام تجارت رایانه‌های خود را به لنوو واگذار کرد.
دو نمونه از لپ تاپ های سری تینک‌پد عبارتند از: تینک پد ایکس 1 کربن لنوو (Lenovo ThinkPad X1 Carbon) و تینک پد ایکس 1 یوگا لنوو (Lenovo ThinkPad X1 Yoga)

## نگارخانه

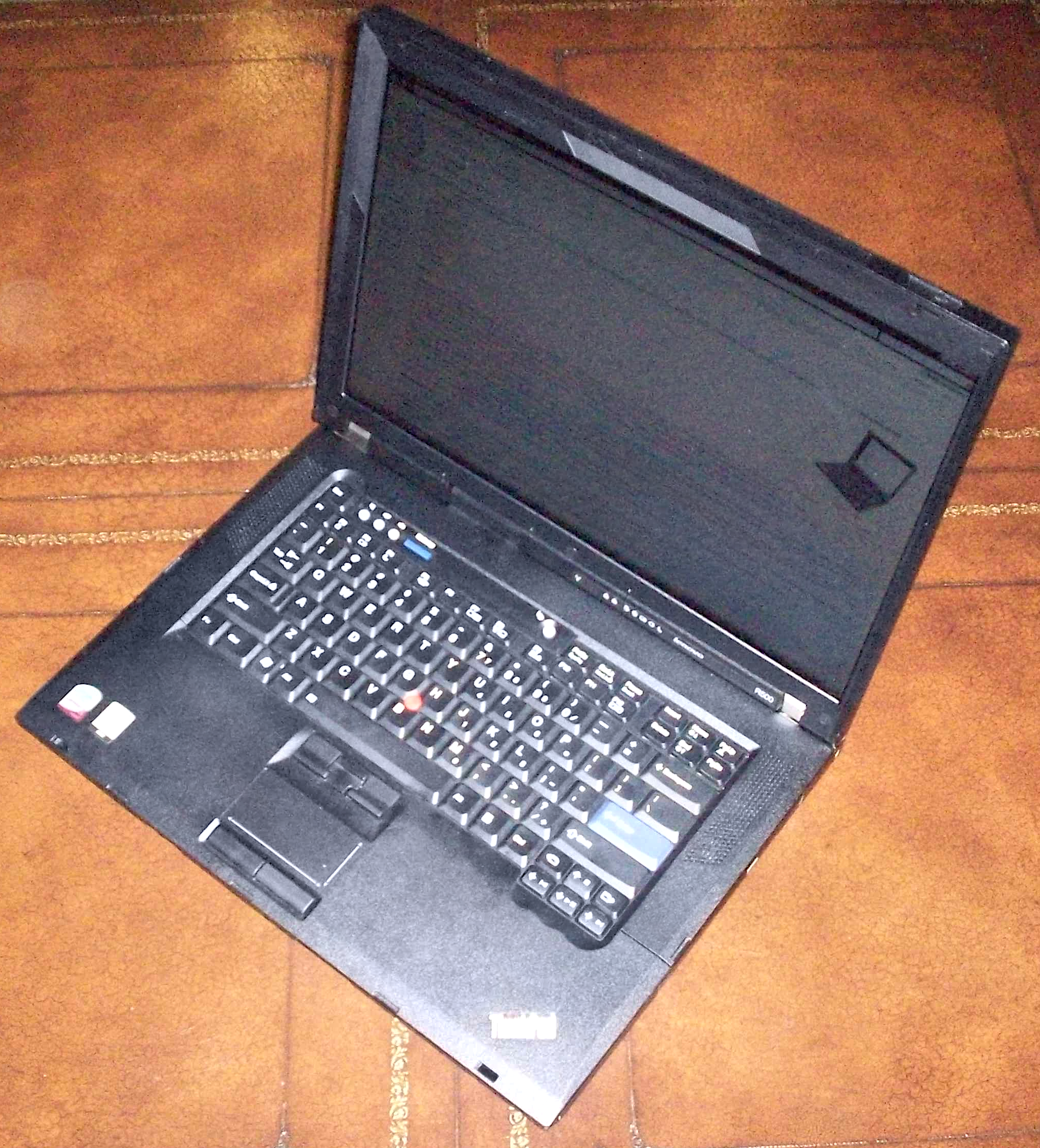
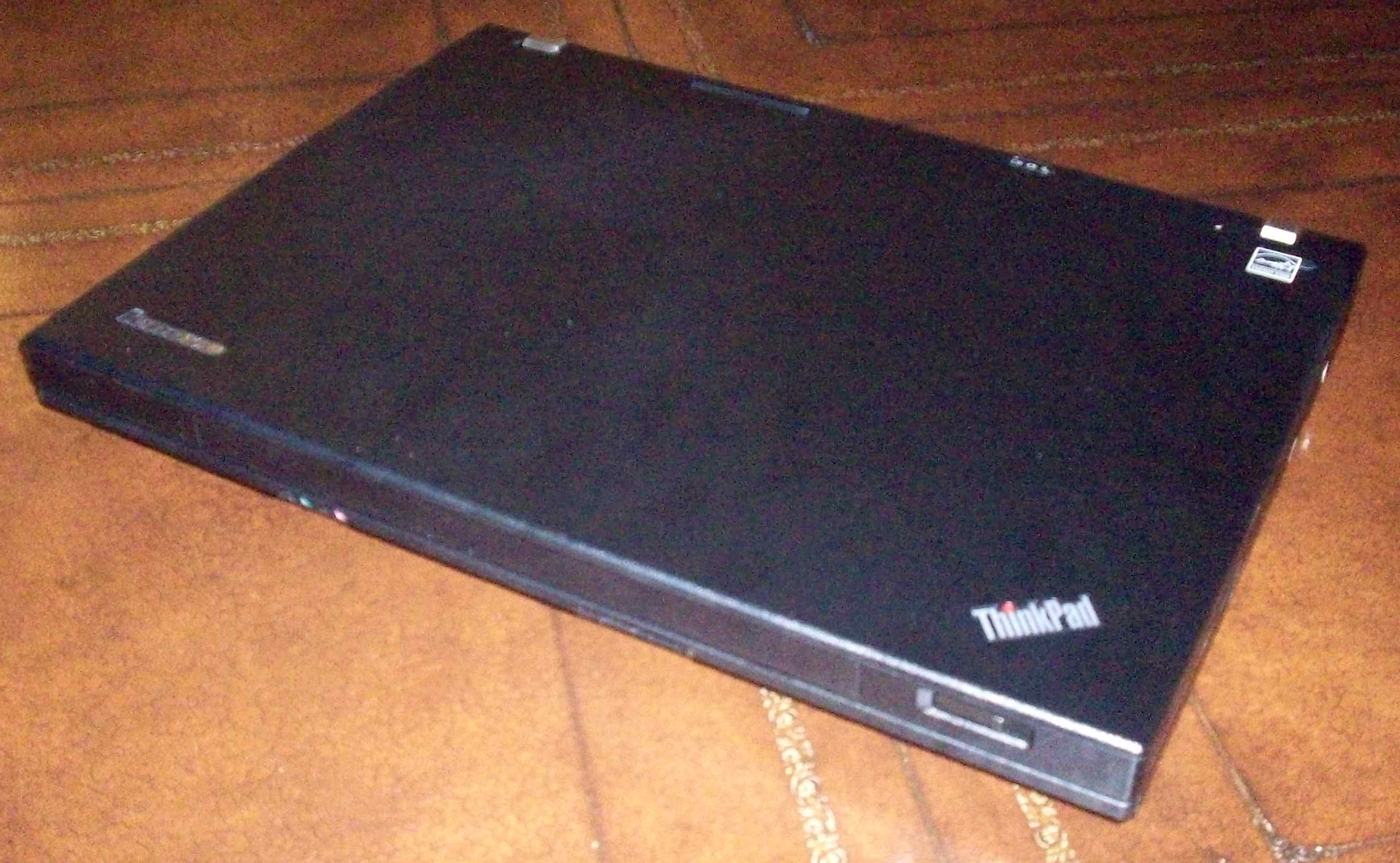